# Liam Kelly (football, 1990)
Pour les articles homonymes, voir Liam Kelly et Kelly.
Liam Kelly est un footballeur international écossais, né le 10 février 1990 à Milton Keynes. Il évolue au poste de milieu relayeur.

## Biographie
Le 11 janvier 2013, Liam Kelly est transféré au club anglais de Bristol City où il signe un contrat de trois ans et demi.
Le 27 juin 2014 il rejoint Oldham Athletic.
Le 22 mai 2017, il rejoint Coventry City.

## Palmarès
- Kilmarnock FC
  - Vainqueur de la Coupe de la Ligue d'Écosse en 2012.
- Coventry City
  - champion d'Angleterre de D3 en 2020.

## Statistiques
| Saison    | Club          | Pays           | Championnat        | Coupes nationales | Coupes d'Europe | Écosse  |
| --------- | ------------- | -------------- | ------------------ | ----------------- | --------------- | ------- |
| 2009-2010 | Kilmarnock FC | Premier League | 15 matchs / 1 but  | 3 matchs / 2 buts | -               | -       |
| 2010-2011 | Kilmarnock FC | Premier League | 32 matchs / 7 buts | 4 matchs / 1 but  | -               | -       |
| 2011-2012 | Kilmarnock FC | Premier League | 34 matchs / 1 but  | 7 matchs          | -               | -       |
| 2012-2013 | Kilmarnock FC | Premier League | 19 matchs / 6 buts | -                 | -               | 1 match |
| 2012-2013 | Bristol City  | Championship   | 2 matchs           | -                 | -               | -       |

Dernière mise à jour le 25 janvier 2013